# ستيف جونسون (سياسي)
ستيف جونسون (بالإنجليزية: Steve Johnson)‏ هو سياسي أمريكي، ولد في 21 أبريل 1960 في كولومبوس في الولايات المتحدة. حزبياً، نشط في الحزب الجمهوري. وقد انتخب عضو مجلس نواب كولورادو.